# Прва савезна лига Југославије у фудбалу 1948/49.

Прва савезна лига Југославије била је највиши ранг фудбалског такмичења у Југославији 1948/49. године. И двадесетпрва сезона по реду у којој се организовало првенство Југославије у фудбалу. Шампион је постао Партизан из Београда, освојивши своју другу шампионску титулу, а из лиге су испала 2 тима, новосадска Слога и Понцијана из Трста.

## Учесници првенства
У фудбалском првенство Југославије у сезони 1948/49. је учествовало укупно 10 тимова, од којих су 5 са простора НР Србије, затим 3 из НР Хрватске и по 1 из НР Црне Горе и Слободне територије Трста.
- Будућност, Титоград
- Динамо, Загреб
- НК Локомотива Загреб, Загреб
- Металац, Београд*
- Наша Крила, Београд, (Земун)
- Партизан, Београд
- Понцијана, Трст
- Слога, Нови Сад
- Хајдук, Сплит
- Црвена звезда, Београд

* Након ове сезоне, ФК Металац је променио име у БСК Београд.

## Табела
| Место | Клуб             | мечева | победа | нерешених | пораза | дати голови | примљени голови | гол разлика | бодова |
| ----- | ---------------- | ------ | ------ | --------- | ------ | ----------- | --------------- | ----------- | ------ |
| 1     | Партизан         | 18     | 14     | 1         | 3      | 39          | 14              | +25         | 29     |
| 2     | Црвена звезда    | 18     | 11     | 4         | 3      | 37          | 19              | +18         | 26     |
| 3     | Хајдук           | 18     | 10     | 5         | 3      | 41          | 20              | +19         | 25     |
| 4     | Динамо           | 18     | 7      | 5         | 6      | 29          | 25              | +4          | 19     |
| 5     | Наша Крила       | 18     | 6      | 4         | 8      | 32          | 28              | +4          | 16     |
| 6     | Будућност        | 18     | 6      | 4         | 8      | 29          | 36              | -7          | 16     |
| 7     | Металац          | 18     | 5      | 4         | 9      | 31          | 34              | -3          | 14     |
| 8     | Локомотива       | 18     | 6      | 1         | 11     | 23          | 38              | -15         | 13     |
| 9     | Слога            | 18     | 5      | 2         | 11     | 17          | 31              | -14         | 12     |
| 10    | Понцијана        | 18     | 3      | 4         | 11     | 12          | 45              | -33         | 10     |
| -     | Сарајево         | -      | -      | -         | -      | -           | -               | -           | -      |
| -     | Спартак Суботица | -      | -      | -         | -      | -           | -               | -           | -      |

Најбољи стрелац првенства био је Фране Матошић (Хајдук Сплит) са 17 голова.

## Освајач лиге
Партизан (тренер: Иљеш Шпиц)
Састав тима

Фрањо Шоштарић (голман) 17
 Ратко Чолић 9
Миомир Петровић
 Златко Чајковски 
Миодраг Јовановић
Александар Атанацковић
Првослав Михајловић 
Звонко Стрнад 
Марко Валок
Стјепан Бобек 
Кирил Симоновски 
Рајко Грчевић 
Лајош Јаковетић 
Чедомир Лазаревић 
Божидар Сенчар 
Божидар Дреновац 
Владимир Фирм 
Милутин Пајевић 
 Момчило Радуновић 
Стеван Јакуш
Никола Рацић
Ранко Лешков
| Првак Југославије у фудбалу 1948/49. |
| ------------------------------------ |
| Партизан 2. титула                   |